# Zabłudów (gromada)
Zabłudów – dawna gromada, czyli najmniejsza jednostka podziału terytorialnego Polskiej Rzeczypospolitej Ludowej w latach 1954–1972.
Gromady, z gromadzkimi radami narodowymi (GRN) jako organami władzy najniższego stopnia na wsi, funkcjonowały od reformy reorganizującej administrację wiejską przeprowadzonej jesienią 1954 do momentu ich zniesienia z dniem 1 stycznia 1973, tym samym wypierając organizację gminną w latach 1954–1972.
Gromadę Zabłudów z siedzibą GRN w mieście Zabłudów utworzono 31 grudnia 1959 w powiecie białostockim w woj. białostockim z obszaru zniesionych gromad Gnieciuki, Koźliki, Żuki i Zwierki.
1 stycznia 1972 do gromady Zabłudów przyłączono część obszaru zniesionej gromady Folwarki Tylwickie (wsie Kołpaki, Małynka, Folwarki Tylwickie i Folwarki Wielkie); z gromady Zabłudów wyłączono natomiast teren parku o powierzchni 5,56 ha, włączając go do miasta Zabłudów.
Gromada przetrwała do końca 1972 roku, czyli do kolejnej reformy gminnej. Z dniem 1 stycznia 1973 roku reaktywowano zniesioną w 1954 roku gminę Zabłudów.